# Lee Kwang-hyun
Lee Kwang-hyun (17 agosto 1993) è uno schermidore sudcoreano, specializzato nel fioretto.

## Palmarès
- Campionati asiatici

Wuxi 2016: oro nel fioretto a squadre.
Bangkok 2018: oro nel fioretto a squadre.